# Krążowniki lekkie typu Principe Alfonso
Krążowniki typu Príncipe Alfonso, określane też jako typ Cervera – typ hiszpańskich krążowników lekkich z okresu międzywojennego, zbudowanych w Hiszpanii w liczbie trzech okrętów, służących do lat 60. XX wieku. Brały aktywnie udział w wojnie domowej po obu stronach. Były to ostatnie hiszpańskie krążowniki lekkie.
Początkowa wyporność standardowa okrętów wynosiła 7475 ton. Ich główne uzbrojenie stanowiło osiem dział kalibru 152 mm w stanowiskach w osi symetrii. Napędzały je turbiny parowe, pozwalające na osiąganie prędkości ponad 33 węzłów.

## Budowa
Po zamówieniu pary krążowników lekkich typu Méndez Núñez, władze hiszpańskie zamierzały początkowo zbudować dwa dalsze okręty tego typu, przewidziane  ustawą z 17 lutego 1915 roku. Budowy jednak nie zlecono, między innymi w związku z trudnościami materiałowymi związanymi z wojną, a po zakończeniu I wojny światowej władze hiszpańskie zdecydowały w 1919 roku wstrzymać zamówienie i zbudować okręty według innego projektu, ponieważ konstrukcja ta stała się przestarzała w obliczu nowych krążowników powstających podczas wojny. Podobnie, jak w przypadku wcześniejszych typów krążowników hiszpańskich, okręty te zaprojektowano z pomocą brytyjskiego koncernu Armstrong. Nowe krążowniki dla Hiszpanii zaprojektowane zostały pod kierunkiem Phillipe′a Wattsa w oparciu o najnowsze brytyjskie krążowniki typu E, ze zmianami dotyczącymi głównie rozmieszczenia siłowni, uzbrojenia i nadbudówek (projekt ten oznaczono jako typ F). 11 stycznia 1922 roku zdecydowano ustawą o budowie dwóch okrętów, które zamówiono 14 lipca 1922 roku, a 31 marca 1926 roku zdecydowano o budowie jeszcze trzeciego, który zamówiono 4 lipca 1926 roku. Wszystkie trzy zbudowała Sociedad Española de Construcción Naval (SECN) w Ferrol w Hiszpanii.
| Nazwa                                   | położenie stępki | wodowanie    | wejście do służby | los                  |
| --------------------------------------- | ---------------- | ------------ | ----------------- | -------------------- |
| Galicia ex Libertad ex Principe Alfonso | 24. 11. 1922     | 23. 01. 1925 | 11. 10. 1927      | wycofany 2. 2. 1970  |
| Almirante Cervera                       | 25. 11. 1922     | 16. 10. 1925 | 15. 09. 1928      | wycofany 1. 7. 1965  |
| Miguel de Cervantes                     | 27. 08. 1926     | 19. 05. 1928 | 10. 02. 1930      | wycofany 31. 8. 1964 |

## Opis

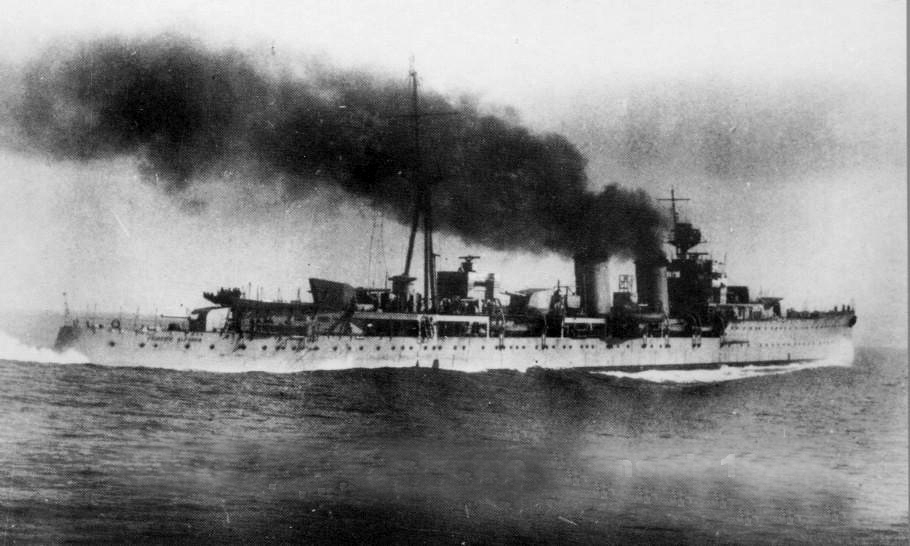
„Principe Alfonso” w 1927

Kadłub okrętów wywodził się z brytyjskiego typu E, chociaż hiszpańskie krążowniki były nieznacznie dłuższe, węższe i odróżniały się architekturą. W odróżnieniu od brytyjskich krążowników, które miały siłownię w układzie naprzemiennym, Hiszpanie zdecydowali się na prostszy, chociaż bardziej wrażliwy na uszkodzenie jednym trafieniem układ liniowy (cztery kotłownie, za nimi dwie maszynownie). Przez to, okręty miały odmienne, bardziej harmonijne i smukłe sylwetki, z dwoma pochylonymi kominami blisko siebie na śródokręciu. Pokład dziobowy o lekkim wznosie był podniesiony na ponad 1/3 długości kadłuba, a jego przedłużeniem był ciągnący się aż do działa rufowego pokład nadbudówki. Nadbudówka dziobowa była zwarta i dość niska, lecz z uwagi na zastosowanie większych podwójnych stanowisk dział, jej pierwsze piętro było bardziej wydłużone w stosunku do okrętów brytyjskich, a zasadnicza bryła nadbudówki z pomostem bojowym była odsunięta w tył. Okręty miały niewielki maszt na nadbudówce dziobowej za kolumną dalocelownika oraz główny trójnożny maszt na rufie. Kadłub dzielił się na 23 główne poprzeczne przedziały wodoszczelne
Po zbudowaniu wyporność standardowa okrętów wynosiła 7475 ts, a pełna 9237 ts. W literaturze była też podawana wyporność normalna 7850 ts. Po modernizacjach wyporność okrętów sięgała 8051 ts standardowa i 9748 ts pełna. Długość całkowita wynosiła 176,63 m, na linii wodnej 166,12 m, a szerokość 16,46 m. Średnie zanurzenie wynosiło 5,03 m, a przy pełnej wyporności sięgało 6,25 m.
Załoga liczyła początkowo 564 ludzi, a po modernizacjach sięgnęła 781 ludzi.

### Uzbrojenie

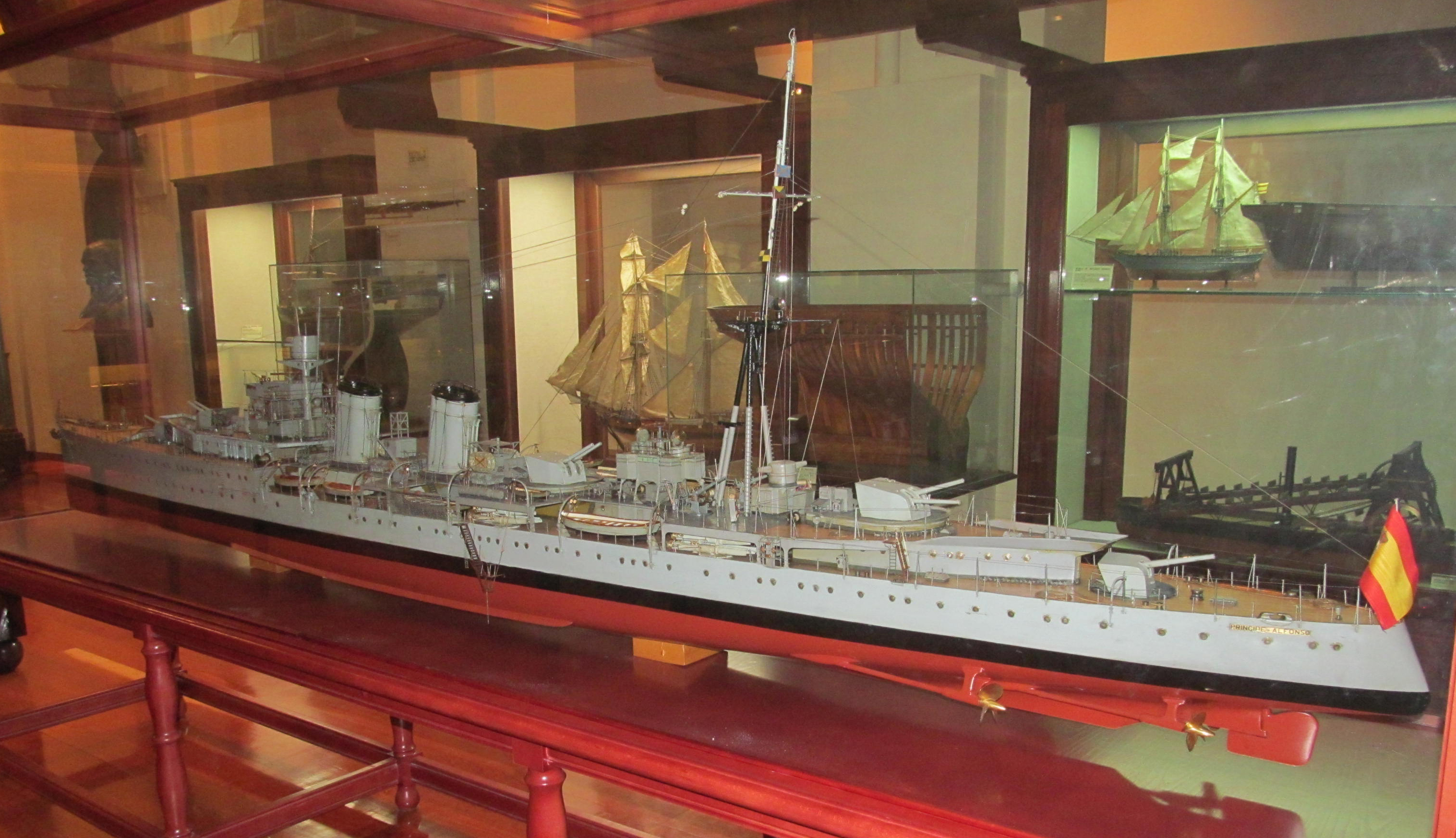
Model „Principe Alfonso” w początkowej konfiguracji uzbrojenia

Jako uzbrojenie główne zastosowano osiem dział kalibru 152 mm w nowocześniejszym, nietypowym układzie: w dwóch stanowiskach pojedynczych na pokładzie dziobowym i rufowym oraz trzech stanowiskach podwójnych: w superpozycji na piętrze nadbudówki dziobowej i rufowej oraz na śródokręciu, za kominami. Działa były chronione przez głębokie maski przeciwodłamkowe; pojedyncze stanowiska miały brytyjskie oznaczenie eksportowe Mk. T, a podwójne Mk. U. Dzięki temu wszystkie osiem dział stanowiło salwę burtową (w krążownikach typu E – tylko sześć z siedmiu pojedynczych dział). Środkowe stanowisko dział miało kąt ostrzału 140° na każdą z burt, pozostałe stanowiska miały teoretyczny kąt ostrzału po 320°. Podwójne stanowiska stanowiły postęp w stosunku do stanowisk pojedynczych i były niespotykane w innych krążownikach, chociaż w tym okresie projektowano już pierwsze krążowniki lekkie z artylerią w zamkniętych wieżach.   Działa o długości lufy 50 kalibrów (L/50)  produkowano na licencji brytyjskiej  Vickers-Armstronga w zakładach San Carlos. Miały one kąt podniesienia do 35° i donośność 21 500 m, a strzelały pociskami o masie 45,4 kg. Artyleria miała dość zaawansowany system kierowania ogniem Vickersa, z dalocelownikiem i dwoma dodatkowymi stanowiskami dalmierzy, wszystkie z dalmierzami o bazie 4,57 m.
Uzbrojenie przeciwlotnicze stanowiły początkowo cztery pojedyncze działa kalibru 102 mm Vickers eksportowego modelu Mk. L, zbliżone do Mk. V marynarki brytyjskiej, o długości L/45 (4-calowe, faktycznie 101,6 mm). Umieszczone były na śródokręciu na pokładzie nadbudówki, po dwa na burtę – po bokach drugiego komina i masztu rufowego. Uzupełniały je dwa działa kalibru 47 mm L/50 (3-funtowe), umieszczone na pokładzie górnym poniżej pary dział 102 mm po bokach drugiego komina. Do kierowania ogniem przeciwlotniczym służyły  dwa dalocelowniki z dalmierzami o bazie 2 m.
Broń podwodną stanowiło 12 wyrzutni torped kalibru 533 mm w czterech potrójnych aparatach na pokładzie górnym, po dwa na każdej z burt. Umieszczone były na wysokości środkowego stanowiska dział i masztu rufowego. Stanowisko kierowania strzelaniem torpedowym miało własny dalmierz o bazie 3,66 m.

### Opancerzenie
Opancerzenie było, podobnie jak na brytyjskich okrętach, stosunkowo słabe. Zasadniczym elementem był pas burtowy grubości 76 mm, na 40% długości kadłuba, chroniący tylko siłownię. W części dziobowej i rufowej pas grubości 51 mm, malejącej do 25 mm na dziobie i 38 mm na rufie. W najgrubszym odcinku pas na wysokość sięgał od rejonu linii wodnej do pokładu górnego, poza nim był niższy, sięgając od samego dziobu do działa rufowego. Pokład miał grubość 25–50 mm, a maski dział – 12,7 mm. Wieża dowodzenia przed pomostem bojowym miała najgrubszy pancerz 152 mm. 

### Napęd
Napęd okrętów był taki sam, jak brytyjskich pierwowzorów: cztery zespoły turbin parowych systemu Parsonsa z przekładniami o projektowej mocy łącznej 80 000 KM, napędzające cztery śruby. Parę dostarczało osiem kotłów typu Yarrow. Napęd pozwalał na osiąganie prędkości projektowej 33 węzły. Prędkość przewyższała jednak nawet brytyjskie odpowiedniki (konstruowane specjalnie z naciskiem na rozwijanie dużej szybkości) – na próbach „Principe Alfonso” rozwinął maksymalnie 34,7 w, a „Miguel de Cervantes” 35,6 w. Zapas paliwa płynnego wynosił 1675 ton, zapewniając zasięg do 5000 mil morskich przy prędkości 15 w. Również dzielność morska okrętów była wysoka.

### Modernizacje
Podczas wojny domowej wzmocniono uzbrojenie przeciwlotnicze krążowników (na „Libertad” - do 4 dział 102 mm, 2 dział 76 mm Vickers, 2 automatycznych działek 40 mm Vickers i 4 działek 20 mm Oerlikon; na „Miguel de Cervantes” - do 4 dział 102 mm, 2 dział 76 mm, 1 automatycznego działka 40 mm Vickers i 2 działek 20 mm Oerlikon; na frankistowskim „Almirante Cervera” - do 4 dział 105 mm SK C/32 (niemieckich) i 4 działek 20 mm C/30. 
Po remoncie w połowie lat 40. na „Galicia” (ex „Libertad”) i „Miguel de Cervantes” całkowicie zmodyfikowano uzbrojenie, w tym główne, montując 4 dwudziałowe stanowiska dział 152 mm, 8 podwójnych stanowisk półautomatycznych działek 37 mm C/30 i 5 poczwórnych działek 20 mm Flakvierling 38 (oba systemy niemieckie). Zdjęto przy tym dwa z czterech aparatów torpedowych, natomiast dodano 4 miotacze bomb głębinowych. „Miguel de Cervantes” otrzymał ponadto katapultę z wodnosamolotem Heinkel He 114 na śródokręciu. Wyporność wzrosła do 8051  t. standardowa i 9748 t pełna („Galicia”), a załoga do 781 osób. „Almirante Cervera” nie przechodził poważniejszej modernizacji, jedynie w 1943 otrzymał 4 podwójne stanowiska półautomatycznych działek 37 mm  C/30.

## Służba w skrócie
Wszystkie trzy okręty weszły do służby w marynarce Hiszpanii w latach 1927-1930. Po obaleniu monarchii, 17 kwietnia 1931 roku „Príncipe Alfonso” (Książę Alfons) przemianowano na „Libertad” (Wolność). W chwili wybuchu wojny domowej w Hiszpanii okręty bazowały w El Ferrol. 
„Libertad” i „Miguel de Cervantes” 19 lipca 1936 roku przeszły pod kontrolę wiernych republikańskiemu rządowi załóg, natomiast „Almirante Cervera”, znajdujący się w doku, został opanowany 21 lipca 1936 przez siły nacjonalistów. Okręty następnie były intensywnie wykorzystywane przez obie strony podczas działań morskich wojny domowej. „Libertad” i „Cervantes”  były najbardziej wartościowymi okrętami sił Republiki (stary pancernik „España” miał małą praktyczną wartość bojową). 22 listopada 1936 roku „Miguel de Cervantes” został uszkodzony dwiema torpedami koło Kartageny przez włoski okręt podwodny „Evangelista Torricelli” i jego remont trwał aż do marca 1938 roku. Na skutek tego, „Libertad” był faktycznie okrętem flagowym sił Republiki. „Libertad” i „Almirante Cervera” brały po przeciwnych stronach udział m.in. w jedynym większym starciu morskim wojny – bitwie koło przylądka Palos. 

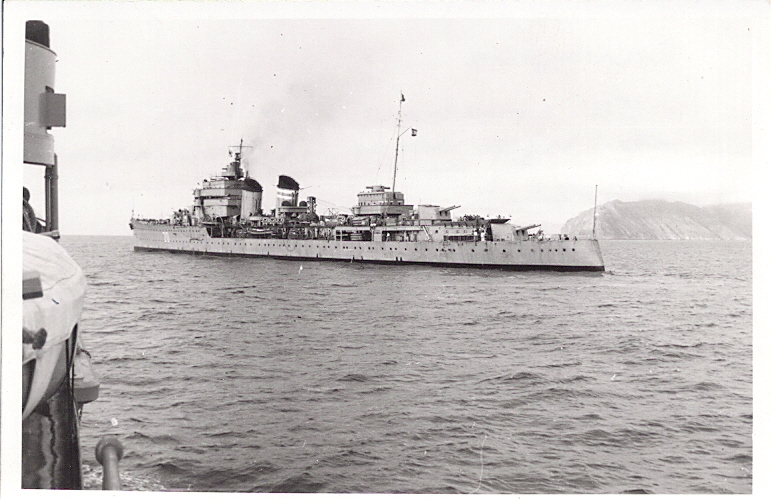
„Miguel de Cervantes” po modernizacji po wojnie

5 marca 1939 roku „Libertad” i „Cervantes” z pozostałymi siłami floty Republiki przeszły do Bizerty, gdzie zostały internowane, po czym 31 marca 1939 zwrócone zwycięskim nacjonalistom i kontynuowały służbę we frankistowskiej Hiszpanii. „Libertad” przemianowano wówczas na „Galicia”. Oba okręty były w kiepskim stanie technicznym i zostały wycofane do rezerwy oraz skierowane w 1940 roku do remontu w El Ferrol połączonego z modernizacją, trwającego do 1 grudnia 1944 („Galicia”) i 15 kwietnia 1946 („Cervantes”). Okręty wycofano ze służby w II połowie lat 60.

## Dane
Wyposażenie:
- główny dalocelownik artylerii głównej z dalmierzem 4,57 m
- 2 pomocnicze dalocelowniki artylerii głównej z dalmierzem 4,57 m
- 2 dalocelowniki przeciwlotnicze z dalmierzami 2 m
- dalocelownik torpedowy z dalmierzem 3,66 m